# بير بيرغمان
بير بيرغمان (بالسويدية: Per Bergman)‏ هو متسابق يخت سويدي، ولد في 15 مايو 1886 في ستوكهولم في السويد، وتوفي في 18 أكتوبر 1950.

## وصلات خارجية
- بير بيرغمان على موقع أوليمبيديا (الإنجليزية)
- بير بيرغمان على موقع اللجنة الأولمبية السويدية (السويدية)